# Jelly Belly Cycling/Saison 2011
Dieser Artikel listet Erfolge und Mannschaft des Radsportteams Jelly Belly Cycling in der Saison 2011 auf.

## Erfolge in den Continental Circuits
| Datum     | Rennen                  | Kat. | Fahrer     |
| --------- | ----------------------- | ---- | ---------- |
| 24. April | 9. Etappe Tour de Korea | 2.2  | Ken Hanson |

## Zugänge – Abgänge
| Zugänge         | Team 2010                | Abgänge           | Team 2011                            |
| --------------- | ------------------------ | ----------------- | ------------------------------------ |
| Alex Hagman     | Bahati Foundation        | Will Routley      | Team SpiderTech-C10                  |
| Ken Hanson      | Team Type 1              | Kiel Reijnen      | Team Type 1-Sanofi                   |
| Alastair Loutit | Ride Sport Racing (2009) | Michael Friedman  | Kelly Benefit Strategies-OptumHealth |
| Cameron Cogburn | Neoprofi                 | Carter Jones      | Trek Livestrong U23                  |
| Nic Hamilton    | Neoprofi                 | Jonathan Chodroff | Unbekannt                            |
| Carson Miller   | Neoprofi                 | Anthony Colby     | Unbekannt                            |
| Emerson Oronte  | Neoprofi                 |                   |                                      |

## Mannschaft
| Name              | Geburtstag         | Nationalität       |
| ----------------- | ------------------ | ------------------ |
| Cameron Cogburn   | 24. Januar 1986    | Vereinigte Staaten |
| William Dickeson  | 26. März 1983      | Australien         |
| Alex Hagman       | 16. Dezember 1983  | Vereinigte Staaten |
| Nic Hamilton      | 10. Oktober 1986   | Kanada             |
| Ken Hanson        | 14. April 1982     | Vereinigte Staaten |
| Sergio Hernandez  | 8. Januar 1985     | Vereinigte Staaten |
| Brad Huff         | 5. Februar 1979    | Vereinigte Staaten |
| Alastair Loutit   | 20. Februar 1990   | Australien         |
| Sean Mazich       | 11. Mai 1986       | Vereinigte Staaten |
| Carson Miller     | 9. Januar 1989     | Vereinigte Staaten |
| Emerson Oronte    | 29. Januar 1990    | Vereinigte Staaten |
| Jeremy Powers     | 29. Juni 1983      | Vereinigte Staaten |
| Bernard Van Ulden | 11. September 1979 | Vereinigte Staaten |

## Platzierungen in UCI-Ranglisten
UCI America Tour 2011
|     | Fahrer     | Punkte |
| --- | ---------- | ------ |
| 48. | Ken Hanson | 44     |

UCI Asia Tour 2011
|      | Fahrer            | Punkte |
| ---- | ----------------- | ------ |
| 77.  | Brad Huff         | 40     |
| 175. | Ken Hanson        | 13     |
| 325. | Bernard Van Ulden | 3      |

UCI Oceania Tour 2011
|     | Fahrer           | Punkte |
| --- | ---------------- | ------ |
| 12. | William Dickeson | 20     |